# Tabas
Tabas, (طبس) lub Tabas-e-Golshan – pustynne miasto i oaza w Iranie, w ostanie Chorasan Południowy.
W dniu 16 września 1978 miasto zostało nawiedzone przez trzęsienie ziemi o sile szacowanej na 7,5-7,9 stopnia w skali Richtera, w którym śmierć poniosło około 25000 osób.
W pobliżu Tabas, dnia 24 kwietnia 1980 roku, miała miejsce katastrofa amerykańskiego śmigłowca, biorącego udział w próbie uwolnienia zakładników, przetrzymywanych w ambasadzie Stanów Zjednoczonych w Teheranie.